# Medyka (gromada)
Medyka – dawna gromada, czyli najmniejsza jednostka podziału terytorialnego Polskiej Rzeczypospolitej Ludowej w latach 1954–1972.
Gromady, z gromadzkimi radami narodowymi (GRN) jako organami władzy najniższego stopnia na wsi, funkcjonowały od reformy reorganizującej administrację wiejską przeprowadzonej jesienią 1954 do momentu ich zniesienia z dniem 1 stycznia 1973, tym samym wypierając organizację gminną w latach 1954–1972.
Gromadę Medyka z siedzibą GRN w Medyce utworzono – jako jedną z 8759 gromad na obszarze Polski – w powiecie przemyskim w woj. rzeszowskim na mocy uchwały nr 30/54 WRN w Rzeszowie z dnia 5 października 1954. W skład jednostki wszedł obszar dotychczasowej gromady Medyka ze zniesionej gminy Medyka w tymże powiecie. Dla gromady ustalono 15 członków gromadzkiej rady narodowej.
31 grudnia 1961 do gromady Medyka włączono wieś Hurko ze zniesionej gromady Przekopana oraz wsie Poździacz i Torki ze zniesionej gromady Poździacz w tymże powiecie.
W 1971 roku gromada Medyka liczyła 4048 mieszkańców, zamieszkujących miejscowości: Hurko (514), Medyka (2124), Poździacz (732) i Torki (678).
Gromada przetrwała do końca 1972 roku, czyli do kolejnej reformy gminnej. 1 stycznia 1973 w powiecie przemyskim reaktywowano gminę Medyka.